# Тімо Ставицький
Тімо Ставицький (фін. Timo Stavitski, нар. 17 липня 1999, Кіркконуммі) — фінський футболіст, нападник шведського клубу «М'єльбю» та юнацької збірної Фінляндії.
Виступав також за клуб «Осієк».

## Клубна кар'єра
Народився 17 липня 1999 року в місті Кіркконуммі.
У дорослому футболі дебютував 2016 року виступами за команду «Клубі 04», в якій того року взяв участь у 14 матчах чемпіонату. 
Згодом з 2017 по 2018 рік грав у складі команд «РоПС» та «Кан».
Своєю грою за останню команду привернув увагу представників тренерського штабу клубу «Осієк», до складу якого приєднався на умовах оренди 2018 року. Відіграв за команду з Осієка наступний сезон своєї ігрової кар'єри.
Протягом 2019—2024 років захищав кольори клубів «РоПС», «Кан», МВВ, «Кан» та «Інтер» (Турку).
До складу клубу «М'єльбю» приєднався 2024 року. Станом на 31 січня 2025 року відіграв за команду з М'єльбю 11 матчів у національному чемпіонаті.

## Виступи за збірні
У 2016 році дебютував у складі юнацької збірної Фінляндії (U-17), загалом на юнацькому рівні взяв участь у 16 іграх, відзначившись 3 забитими голами.

## Титули і досягнення
- Володар Кубка фінської ліги (1):

Інтер (Турку): 2024